# Comuna de Turośl
Turośl (polaco: Gmina Turośl) é uma gminy (comuna) na Polónia, na voivodia de Podláquia e no condado de Kolneński. A sede do condado é a cidade de Turośl.
De acordo com os censos de 2004, a comuna tem 4994 habitantes, com uma densidade 25,2 hab/km².

## Área
Estende-se por uma área de 198,43 km², incluindo:
- área agrícola: 68%
- área florestal: 26%

## Demografia
Dados de 30 de Junho 2004:
|                      | Total   | Total | Mulheres | Mulheres | Homens  | Homens |
| -------------------- | ------- | ----- | -------- | -------- | ------- | ------ |
|                      | pessoas | %     | pessoas  | %        | pessoas | %      |
| População            | 4994    | 100   | 2338     | 46,8     | 2656    | 53,2   |
| Densidade (pop./km²) | 25,2    | 100   | 11,8     | 11,8     | 13,4    | 13,4   |

De acordo com dados de 2002, o rendimento médio per capita ascendia a 1451,76 zł.

## Comunas vizinhas
- Kolno, Łyse, Pisz, Zbójna